# 塔皮奥莱斯
塔皮奥莱斯，是西班牙卡斯蒂利亚-莱昂萨莫拉省的一个市镇。 总面积28平方公里，总人口233人（2001年），人口密度8人/平方公里。